# Choji Akimichi
Choji Akimichi (秋道 チョウジ?, Akimichi Chōji) è un personaggio della serie anime e manga Naruto, scritto e disegnato dal mangaka Masashi Kishimoto. Il nome "Choji" significa "farfalla". Il suo nome è un contrasto ironico con quello della sua compagna di squadra Ino, il cui nome significa "cinghiale selvaggio", dal momento che è due volte più magra di lui. Choji con i suoi compagni di squadra, Shikamaru Nara e Ino Yamanaka, forma il trio di sedicesima generazione del team Ino-Shika-Cho. Il nome della squadra richiama anche la combinazione di carte del gioco giapponese Hanafuda denominata appunto Ino-Shika-Cho (Cinghiale-Cervo-Farfalla).

## Il personaggio
Choji è un ragazzo paffutello coi capelli castani e gli occhi scuri, con due disegni a forma di vortice sulle guance. Mentre da ragazzino è in forte sovrappeso, crescendo sviluppa una corporatura imponente e massiccia, che lo fa sembrare più proporzionato. È il figlio di Choza Akimichi e il sedicesimo rappresentante del suo clan. 
Choji viene facilmente motivato al pensiero del cibo e si agita molto quando qualcuno lo chiama "ciccione" poiché lui stesso si definisce semplicemente un po' robusto di corporatura. Tuttavia lui non nasconde il proprio amore per il cibo, gli piace il barbecue Coreano e porta il Kanji giapponese di "mangiare" sulla sua giacca. La sua costante fame è anche una costante seccatura per i suoi compagni di squadra poiché saziarsi spesso viene prima di altre necessità come la salute ed i compagni di squadra. Choji però è anche molto leale e di cuore puro, e nel manga si mostra come buon amico e persona genuina. Choji vuole molto bene a Shikamaru e, infatti, darebbe la vita pur di proteggere l'amico.
I membri del clan Akimichi si considerano dei bruchi, non fanno altro che mangiare, ed è probabilmente questo il motivo per cui Choji significa farfalla. Choji è diventato ciò che era il sogno di molti degli Akimichi; lui è il bruco che si è trasformato in farfalla, come mostrato nello scontro con Jirobo nel quale l'ultima trasformazione fa comparire sulle sue spalle ali di farfalla fatte di chakra. I cibi preferiti da Choji sono la carne ai ferri e le patatine fritte. Il suo hobby è comprare cose da mangiare e mangiare; la sua parola preferita è "Carne".

## Storia
Durante gli anni in accademia, Choji era considerato impopolare ed era preso sempre in giro per il suo peso. Divenne però amico di Shikamaru Nara, il suo primo amico e l'unico ad accettarlo. Viene poi inserito in un team proprio con lui e con Ino Yamanaka, sotto la guida di Asuma Sarutobi. 
Dopo aver affrontato alcune missioni insieme ai suoi compagni, Choji partecipa agli esami di selezione dei Chunin. Successivamente, durante la seconda prova, arriva in aiuto di Sakura durante lo scontro con i ninja del suono. Nonostante le sue abilità, viene facilmente sconfitto da Zaku Abumi. Nei preliminari della terza prova, Choji viene invece sconfitto facilmente da Dosu.
Dopo l'attacco al Villaggio della Foglia da parte di Orochimaru e dei ninja della Sabbia, Choji si unisce ad un team per riportare al villaggio Sasuke. Durante la missione Choji si scontra con Jirobo, permettendo così ai suoi compagni di raggiungere gli altri membri del Quartetto del Suono. Alla fine, dopo un durissimo combattimento, Choji riesce a sconfiggere il suo avversario grazie ad una potente arma segreta del clan Akimichi: una serie di tonici da battaglia di colori diversi (verde,giallo e rosso) in grado di donare un potere straordinario ma con terribili effetti collaterali che lo portano molto vicino alla morte.
Choji si unisce ad una squadra composta da Ino, Raido Namiashi e Aoba Yamashiro per fermare Hidan e Kakuzu, due membri di Alba. Giunge troppo tardi per aiutare il team di Shikamaru e assiste impotente alla morte del suo maestro. Deciso a vendicarlo, Choji parte con Shikamaru, Ino e Kakashi a fermare i membri di Alba e nello scontro che segue affronta Kakuzu. Poco prima di essere eliminato, viene salvato dai rinforzi e assiste alla morte di Kakuzu per mano di Naruto.
Durante l'attacco di Pain, Choji affronta uno dei corpi di Pain, insieme a Kakashi e suo padre. Nello scontro suo padre Choza viene quasi ucciso, e Choji si dirige da Tsunade per informarlo dei poteri dell'avversario. Kakashi si sacrifica utilizzando il suo sharingan ipnotico per salvare Choji da un attacco alle spalle mentre sta andando a fare rapporto all'Hokage. Quando Choji si dirige al palazzo di Tsunade, quest'ultima gli riferisce che suo padre è ancora vivo. Rincuorato da tale notizia, Choji si dirige dal corpo del padre, il quale viene salvato successivamente da Katsuyu.
In seguito, Choji viene reclutato nella Quarta divisione, comandata da Gaara. Viene inviato come riserva alla Prima divisione di Darui e, insieme a Ino e Shikamaru, tiene a bada Kinkaku con un'azione combinata, in modo che Darui possa sigillare il nemico all'interno Vaso purificatore d'ambra. Successivamente affronta anche il suo maestro Asuma, riportato in vita tramite la Tecnica della Resurrezione. Dopo un attimo di esitazione, Choji affronta il suo maestro replicando i poteri della pillola rossa (senza l'utilizzo della suddetta pillola) e lo colpisce violentemente, permettendo così ad un'altra squadra di sigillarlo. Infine Choji si recherà sul campo di battaglia principale assieme al resto dell'alleanza ninja in aiuto di Kakashi, Gai, Naruto e Killer Bee che si trovano a fronteggiare Madara e Obito. In seguito Obito diverrà la forza portante del dieci code creando panico e terrore a tutti i presenti, Choji non interverrà nello scontro mantenendo una posizione difensiva assieme al resto dell'alleanza. Sarà tra i tanti che rimarranno intrappolati nello Tsukuyomi Infinito nello svolgimento della battaglia finale.
Nell'epilogo, sposerà Karui, una ninja del Villaggio della Nuvola, dalla quale avrà una figlia, Chōchō.

## Capacità ninja

Tonici da battaglia del clan Akimichi

Choji, essendo un membro del Clan Akimichi, conosce diverse tecniche segrete che gli permettono di espandere parti del proprio corpo di diverse volte rispetto alla grandezza normale, la più comune di queste è la Tecnica dell'Ingrandimento. Lui usa questa tecnica per eseguire l'attacco "Proiettile umano", dove si trasforma in un'enorme palla e attacca l'avversario rotolandogli addosso. Lo stile di combattimento di Choji è puramente fisico e dunque basato solo sul taijutsu potenziato dalle tecniche Akimichi per l'espansione del corpo analogamente agli altri membri del suo clan.
Durante il combattimento con Jirobo, Choji sfodera una potente arma segreta del clan Akimichi: le tre pillole colorate (三色の丸薬?, Sanshoku no Gan'yaku), una serie di tonici da battaglia di colore verde, giallo e rosso, in grado di donare un potere straordinario, ma con terribili effetti collaterali che lo portano quasi alla morte. Durante la quarta guerra dei ninja, Choji dimostra di poter replicare i poteri della pillola rossa senza ingerirla..